# Anton Wikström
Anton Wikström (i riksdagen kallad Wikström i Jörn, senare Wikström i Skellefteå), född 11 mars 1876 i Byske församling, död 26 januari 1935 i Stockholm, var en svensk publicist och politiker (liberal).
Anton Wikström, som kom från en bondefamilj, var i ungdomen bland annat garvare och järnvägsarbetare innan han år 1910 blev journalist vid Norra Västerbotten i Skellefteå. Han var tidningens huvudredaktör från 1913 till sin död 1935 och utvecklade den till en ledande röst för det liberala frisinnet med förankring i folkrörelserna. Särskilt i försvarsfrågan intog han en radikalare hållning än liberaler i övrigt, med försvarsnihilistisk tendens.
Wikström var uppvuxen i Byske, men flyttade till Jörn för en anställning som bokhållare hos Erik Nilsson (1857-1919, från 1881 Erik Lidman), Sara Lidmans farfar och förebild för hennes “D. Mårtensson” i Jernbaneeposet. I lokalpolitiken var han bland annat kommunalstämmans ordförande i Jörns landskommun 1909-1914 (en position Erik Lidman tidigare innehade) och ledamot i Skellefteå stads stadsfullmäktige 1919-1935. Han var även vice ordförande i Västerbottens läns landsting 1929-1934 och aktiv på länsnivå i IOGT.
Anton Wikström var riksdagsledamot i andra kammaren 1912-1935, åren 1912-1921 för Västerbottens läns norra valkrets och 1922-1935 för Västerbottens läns valkrets. I riksdagen tillhörde han frisinnade landsföreningens riksdagsgrupp liberala samlingspartiet, där han kvarstod till den liberala partisplittringen hösten 1923. Under 1924-1925 års riksmöten tillhörde han inget av de två nybildade liberala partierna, utan betecknade sig i stället som frisinnad vilde, men år 1926 anslöt han sig till frisinnade folkpartiet och följde med 1935till det återförenade folkpartiet.
I riksdagen var han bland annat vice ordförande i andra kammarens femte tillfälliga utskott 1916-1917 samt ledamot i bankoutskottet 1920-1921 och 1927-1935. Han var särskilt engagerad i trafikpolitik och jord- och skogsbruksfrågor.
Han avled i riksdagens plenisal till följd av en hjärtattack.
Anton Wikström var far till Karl-Henrik Wikström.